# Tuba Dei

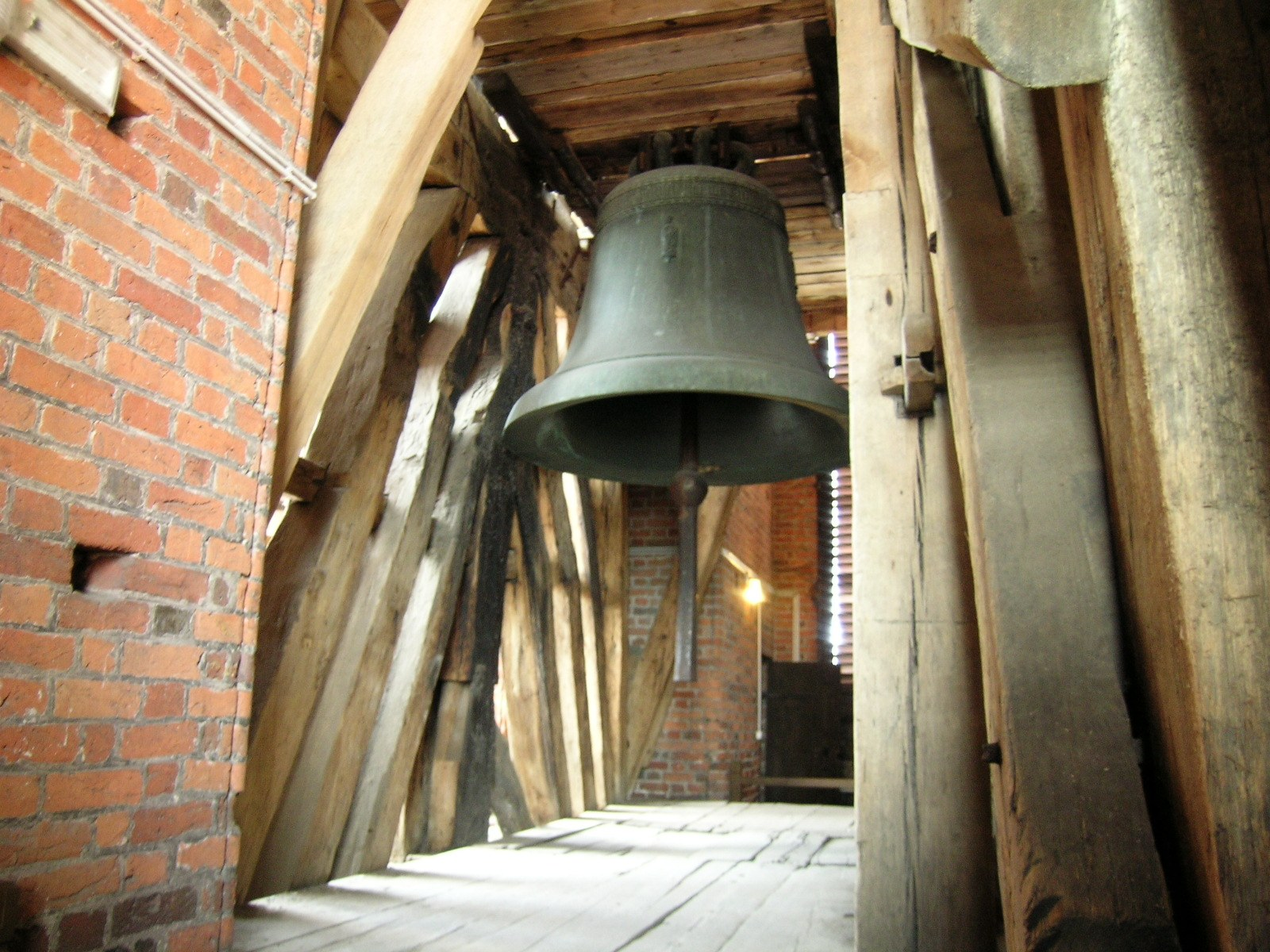
Sino Tuba Dei

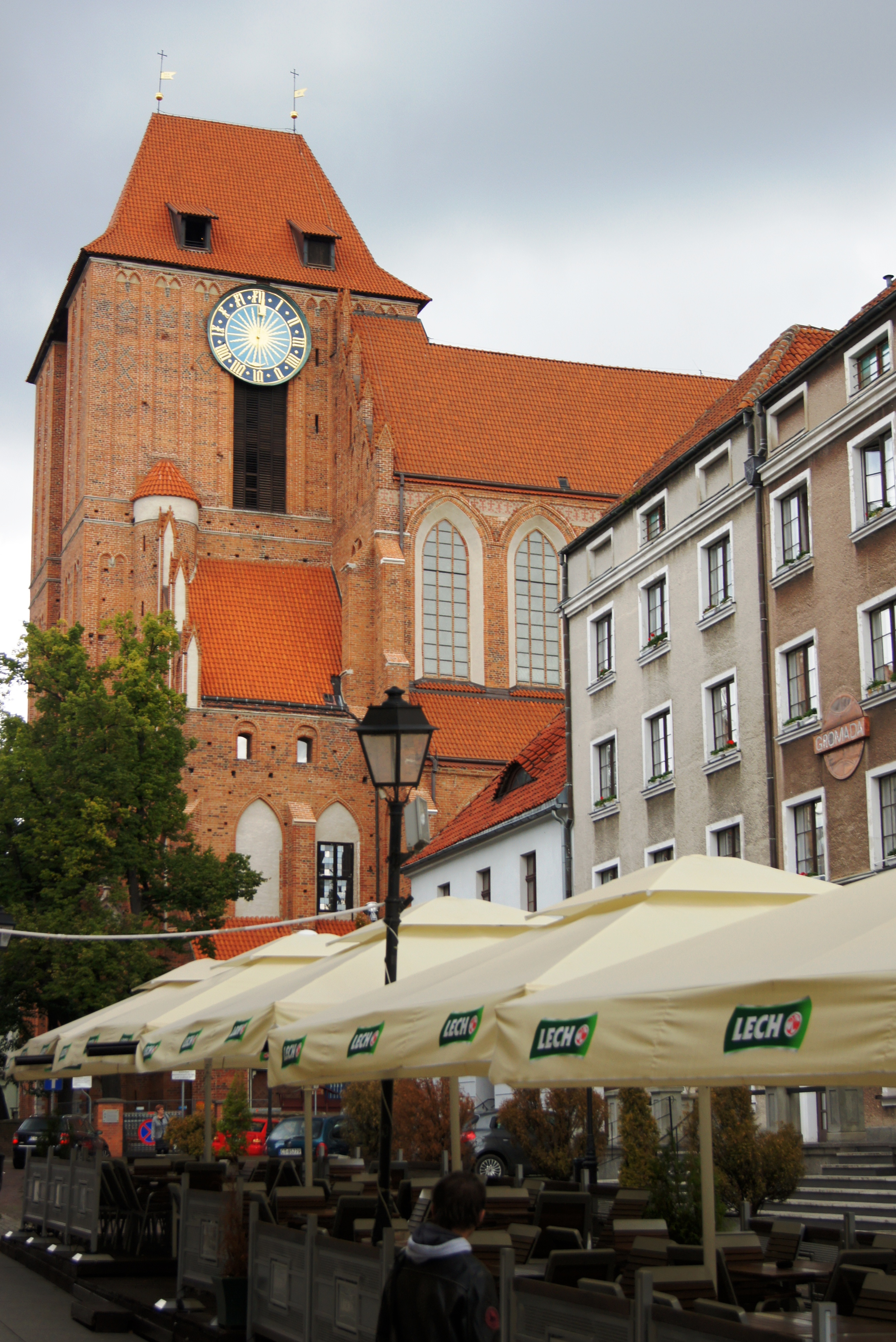
Torre da Catedral de São JoãoToruń, em que o sino está pendurado

Tuba Dei (trombeta de Deus) - o segundo maior (depois do sino de Sigismundo) [carece de fontes?] é um sino na Polônia e um dos maiores sinos medievais da Europa Central.

## Localização
O sino está localizado na torre da catedral basílica de São João em Toruń.
Uma miniatura do sino Tuba Dei, pesando 70 kg, feita na fundição de sinos de Felczyński, está localizada na Casa das Lendas de Toruń em Torún.

## Características
O sino foi lançado em Toruń pelo fundador do sino local Marcin Schmidt, e foi pendurado em 1500. Até a criação do Sino de Cracóvia, o Sino Tuba Dei era o maior sino da Polônia. É o quinto maior sino da Polônia, depois do sino de Maria, Mãe de Deus, o sino de Józef, o sino de Zygmunt e o sino Gratia Dei em Gdańsk.
É decorado com quatro baixos-relevos representando: São João Batista - o santo padroeiro da cidade, São João Evangelista (ambos são patronos da Catedral), Santa Bárbara e Santa Catarina.
Sob a coroa há uma abreviação da inscrição latina:
| latim | tradução polonesa |
| --- | --- |
| ANNO DOMINI MVC XXII DIE SETEMBRIS EGO TUBA DEI EM LAUDEM DEI ET SANCTORUM JOHANNIS BAPTISTAE ET EVANGELISTAE PATRONORUM HUIUS TEMPLI FUSA SUM | No ano do Nosso Senhor de 1500, em 22 de setembro, fui lançada a Trombeta de Deus, para glória de Deus e dos Santos João Batista e Evangelista, patronos deste templo |

## Dados
| Tom de choque | Massa                                         | Diâmetro         | Altura         |
| ------------- | --------------------------------------------- | ---------------- | -------------- |
| como °        | 7.238 kg incluindo um coração de ferro 200 kg | inferior: 2,27 m | com coroa: 2 m |

## Celebração / Evento
Hoje em dia, o sino toca nos feriados e celebrações mais importantes da igreja, incluindo: Páscoa, Corpus Christi e Natal. Além disso, também é usado em momentos importantes para Toruń e Polônia :
| Dia            | Ano  | Celebração / Evento | Fonte  |
| -------------- | ---- | --- | ------ |
| 31 de janeiro  | 1945 | depois que as autoridades de ocupação deixaram a cidade                                                                        | [ 4 ]  |
| 31 de maio     | 1992 | entrada do bispo de Toruń, Andrzej Suski, para a catedral basílica de São João em Toruń                                        | [ 5 ]  |
| 7 de junho     | 1999 | visita do Papa João Paulo II em Toruń                                                                                          | [ 6 ]  |
| 2 de abril     | 2005 | após o anúncio da morte do Papa João Paulo II                                                                                  | [ 7 ]  |
| 11 de junho    | 2015 | jubileu do 50º aniversário do sacerdócio de Andrzej Suski, bispo da diocese de Toruń                                           | [ 8 ]  |
| 1º de janeiro  | 2017 | no início do ano do rio Vístula                                                                                                | [ 9 ]  |
| 10 de dezembro | 2017 | ingresso do bispo de Toruń, Wiesław Śmigiel, para a catedral basílica de São Joãoem Toruń                                      | [ 10 ] |
| 22 de novembro | 2019 | funeral dos heróis da Revolta de Janeiro no cemitério Ross, cujas sepulturas foram encontradas na Colina do Castelo em Vilnius | [ 11 ] |
| 11 de abril    | 2020 | depois da Vigília Pascal | [ 12 ] |